# كانيتو شيوزاوا
كانيتو شيوزاوا (塩沢兼人 شيوزاوا كانيتو) (اسمه الحقيقي توشيكازو شيوزاوا (塩澤敏一 شيوزاوا توشيكازو))؛ (28 يناير 1954 - 10 مايو 2000)، مؤدي أصوات ياباني.

## وفاته
توفي من إصابة الدماغ.

## أدواره في الأنمي

### مسلسلات أنمي تلفزيونية
- المحقق كونان - المفتش شيرا
- دانكوجار - ريو شيبا
- قبضة نجم الشمال - راي
- دراغون بول - نام
- البدلة المتنقلة جاندام - ما كوفي
- سينت سيا - بلاك أندروميدا، أرييس مو
- إسكافلوني السماء - زونغي
- تاتش - تاكاشي كوروكي
- أبطال الديجيتال الجزء الأول - الخفاش
- شعلة ريكا - ماغينشا
- سيلور مون R - برينس ديماند

### أوفا أنمي
- بطولات أرسلان - نارسوس

### أفلام أنمي
- سلسلة أفلام المحقق كونان
  - المحقق كونان: العد التنازلي لناطحة السحاب - المفتش شيرا
- سينت سيا: محاربو الحرب الأخيرة - أرييس مو

## أدواره في ألعاب الفيديو
- سلسلة ألعاب ميتال غير - غراي فوكس
  - ميتل جير سوليد 2 - مستر إكس
- سلسلة ألعاب GUILTY GEAR - زاتو-1
- تيلز أوف فانتازيا - داوس

## وصلات خارجية
- كانيتو شيوزاوا على موقع IMDb (الإنجليزية)
- كانيتو شيوزاوا على موقع ألو سيني (الفرنسية)
- كانيتو شيوزاوا على موقع ميوزك برينز (الإنجليزية)
- كانيتو شيوزاوا على موقع أول موفي (الإنجليزية)
- كانيتو شيوزاوا على موقع قاعدة بيانات الفيلم (الإنجليزية)
- كانيتو شيوزاوا على موقع كينوبويسك (الروسية)
- كانيتو شيوزاوا على موقع ANN person (الإنجليزية)